# Patrimoni dell'umanità del Suriname
I patrimoni dell'umanità del Suriname sono i siti dichiarati dall'UNESCO come patrimonio dell'umanità in Suriname, che è divenuto parte contraente della Convenzione sul patrimonio dell'umanità il 23 ottobre 1997.
Al 2023 i siti iscritti nella Lista dei patrimoni dell'umanità sono tre, mentre non vi sono candidature per nuove iscrizioni. Il primo sito, la Riserva naturale del Suriname centrale, è stato iscritto nella lista nel 2000, durante la ventiquattresima sessione del comitato del patrimonio mondiale. Due anni dopo, nella ventiseiesima sessione, il centro città storico di Paramaribo è divenuto il secondo sito surinamese riconosciuto dall'UNESCO. Il terzo sito surinamese è stato il Sito archeologico di Jodensavanne: insediamento di Jodensavanne e cimitero di Cassipora Creek, aggiunto alla lista nel 2023 dalla quarantacinquesima sessione del comitato. Due siti sono considerati culturali, secondo i criteri di selezione, uno naturale.

## Siti del Patrimonio mondiale
| Foto | Sito                                                                                          | Luogo                    | Tipo                    | Anno | Descrizione |
| ---- | --------------------------------------------------------------------------------------------- | ------------------------ | ----------------------- | ---- | --- |
|      | Riserva naturale del Suriname centrale                                                        | Distretto del Sipaliwini | Naturale (1017; ix, x)  | 2000 | La Riserva naturale del Suriname centrale comprende 1,6 milioni di ettari di foresta tropicale primaria. Protegge lo spartiacque superiore del fiume Coppename e le sorgenti dei fiumi Lucie, Oost, Zuid, Saramaccz e Gran Rio e copre una gamma di ecosistemi di notevole valore conservativo grazie al suo stato incontaminato. Le sue foreste montane e di pianura contengono un'elevata biodiversità vegetale con oltre 5000 specie di piante vascolari raccolte fino ad oggi. Gli animali della riserva sono tipici della regione e comprendono il giaguaro, l'armadillo gigante, la lontra gigante, il tapiro, i bradipi, otto specie di primati e 400 specie di uccelli come l'aquila arpia, il galletto di roccia della Guiana e l'ara scarlatta.                                                                                              |
|      | Centro città storico di Paramaribo                                                            | Paramaribo               | Culturale (940; ii, iv) | 2002 | Paramaribo è un'antica città coloniale olandese del XVII e XVIII secolo situata sulla costa settentrionale del Sud America tropicale. Rimane intatto il piano stradale originale e molto caratteristico del centro storico. I suoi edifici illustrano la graduale fusione dell'influenza architettonica olandese con tecniche e materiali locali tradizionali. |
|      | Sito archeologico di Jodensavanne: insediamento di Jodensavanne e cimitero di Cassipora Creek | Carolina                 | Culturale (1680; iii)   | 2023 | Situato sulle rive densamente boscose del fiume Suriname, il sito archeologico di Jodensavanne è un sito seriale che illustra i primi tentativi di colonizzazione ebraica nel Nuovo Mondo. L'insediamento di Jodensavanne, fondato nel 1680, comprende le rovine di quella che si ritiene sia la più antica sinagoga di importanza architettonica nelle Americhe, insieme a cimiteri, aree di approdo per barche e una postazione militare. Il cimitero di Cassipora Creek è ciò che rimane di un antico insediamento fondato nel 1650. Situati nel territorio indigeno, gli insediamenti erano abitati, posseduti e governati da ebrei che vivevano lì insieme a persone libere e schiave di origine africana. Gli insediamenti godevano della più ampia organizzazione di privilegi e immunità conosciuta nel mondo ebraico della prima età moderna. |